# Danzig (gruppo musicale)
I Danzig sono un gruppo musicale heavy metal statunitense formato nel 1987 da Glenn Danzig, ex membro dei Misfits.

## Storia
Dopo aver sciolto i Misfits nel 1983, band punk rock da lui fondata nel 1977, Glenn Danzig fondò un'altra punk rock band dal sound oscuro ed horrorifico dal nome di Samhain. Tuttavia, dopo pochi anni, Glenn si lascia definitivamente alle spalle il punk per dedicarsi all'heavy metal, genere sicuramente più vicino alle tematiche oscure da lui trattate da sempre. Nel frattempo i due ex membri dei Misfits Jerry Only e suo fratello Doyle, ottennero finalmente i diritti sul nome della band dopo una lunga battaglia legale contro Danzig, e si riformarono nel 1995 senza la sua presenza.

## Formazione

### Formazione attuale
- Glenn Danzig – voce (1987-presente)
- Tommy Victor – chitarra elettrica (1996-1997, 2002-2005, 2008-presente)
- Johnny Kelly – batteria (2003-presente)
- Steve Zing – basso (2006-presente)

### Ex componenti
- John Christ – chitarra (1988-1994)
- Eerie Von – basso (1988-1994)
- Chuck Biscuits – batteria (1988-1994)
- Joey Castillo – batteria (1994-2002)
- Howie Pyro – chitarra (2000-2002)
- Kenny Hickey – chitarra (2006-2007)
- Todd Youth – chitarra (1999-2003; 2007)

## Discografia

### Album in studio
- 1988 – Danzig
- 1990 – Danzig II: Lucifuge
- 1992 – Danzig III: How the Gods Kill
- 1994 – Danzig 4
- 1996 – Blackacidevil
- 1999 – 6:66 Satan's Child
- 2002 – I Luciferi
- 2004 – Circle of Snakes
- 2010 – Deth Red Sabaoth
- 2015 – Skeletons
- 2017 – Black Laden Crown

### Album tributo
- 2020 – Danzig Sings Elvis

### Album dal vivo
- 2001 – Live on the Black Hand Side

### Raccolte
- 2007 – The Lost Tracks of Danzig

### EP
- 1993 – Thrall: Demonsweatlive
- 1996 – Sacrifice

### Singoli
| Anno | Titolo                     | Posizioni in classifica | Posizioni in classifica | Posizioni in classifica | Album                         |
| Anno | Titolo                     | US Hot                  | US Alt.                 | US Main.                | Album                         |
| 1988 | Mother                     | 43                      | —                       | 17                      | Danzig                        |
| 1988 | Am I Demon                 | —                       | —                       | —                       | Danzig                        |
| 1989 | Twist of Cain              | —                       | —                       | —                       | Danzig                        |
| 1989 | She Rides                  | —                       | —                       | —                       | Danzig                        |
| 1990 | Her Black Wings            | —                       | —                       | —                       | Danzig II: Lucifuge           |
| 1990 | Killer Wolf                | —                       | —                       | —                       | Danzig II: Lucifuge           |
| 1990 | Devil's Plaything          | —                       | —                       | —                       | Danzig II: Lucifuge           |
| 1991 | I'm the One                | —                       | —                       | —                       | Danzig II: Lucifuge           |
| 1992 | Dirty Black Summer         | —                       | —                       | —                       | Danzig III: How the Gods Kill |
| 1992 | How the Gods Kill          | —                       | —                       | —                       | Danzig III: How the Gods Kill |
| 1993 | Bodies                     | —                       | —                       | —                       | Danzig III: How the Gods Kill |
| 1993 | Sistinas                   | —                       | —                       | —                       | Danzig III: How the Gods Kill |
| 1993 | It's Coming Down           | —                       | —                       | —                       | Thrall: Demonsweatlive        |
| 1993 | Mother '93                 | —                       | —                       | —                       | Thrall: Demonsweatlive        |
| 1994 | Until You Call on the Dark | —                       | —                       | —                       | Danzig 4                      |
| 1994 | Cantspeak                  | —                       | 40                      | —                       | Danzig 4                      |
| 1994 | Brand New God              | —                       | —                       | —                       | Danzig 4                      |
| 1995 | I Don't Mind the Pain      | —                       | —                       | —                       | Danzig 4                      |
| 1996 | 7th House                  | —                       | —                       | —                       | Blackacidevil                 |
| 1996 | Sacrifice                  | —                       | —                       | —                       | Blackacidevil                 |
| 1997 | Serpentia                  | —                       | —                       | —                       | Blackacidevil                 |
| 2000 | Unspeakable                | —                       | —                       | —                       | 6:66 Satan's Child            |
| 2002 | Wicked Pussycat            | —                       | —                       | —                       | I Luciferi                    |